# مقاطعة أوجفت
أوجفت هي واحدة من الأقسام الأربعة (تسمى رسميًا المقاطعات) في منطقة أدرار الأوسع (القسم الإداري الأكبر الذي يسمى ولاية)، في غرب موريتانيا. العاصمة في أوجفت.

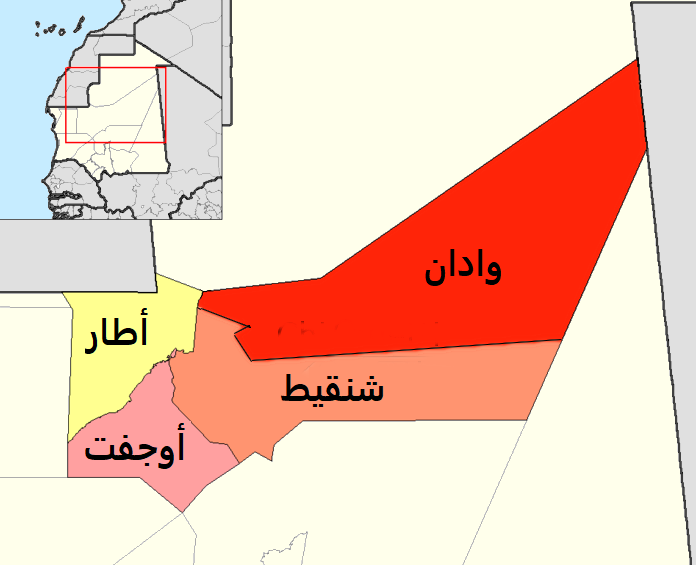
تعريب لخريطة مقاطعات ولاية أدرار موريتانيا

## التقسيم الإداري
تتكون من أربع بلديات:
- البلدية الحضرية الزراعية في أوجفت
- البلديات الريفية الثلاث:
  - المعادن
  - المداح
  - انتيركنت.

## السكان
كان عدد السكان في تعداد 2013 12997 نسمة، والذي انخفض من 20181 نسمة في تعداد عام 2000، بانخفاض يعادل 3.49 ٪ في السنة.

## جغرافية
المساحة الإجمالية 24556 كيلومتر مربع

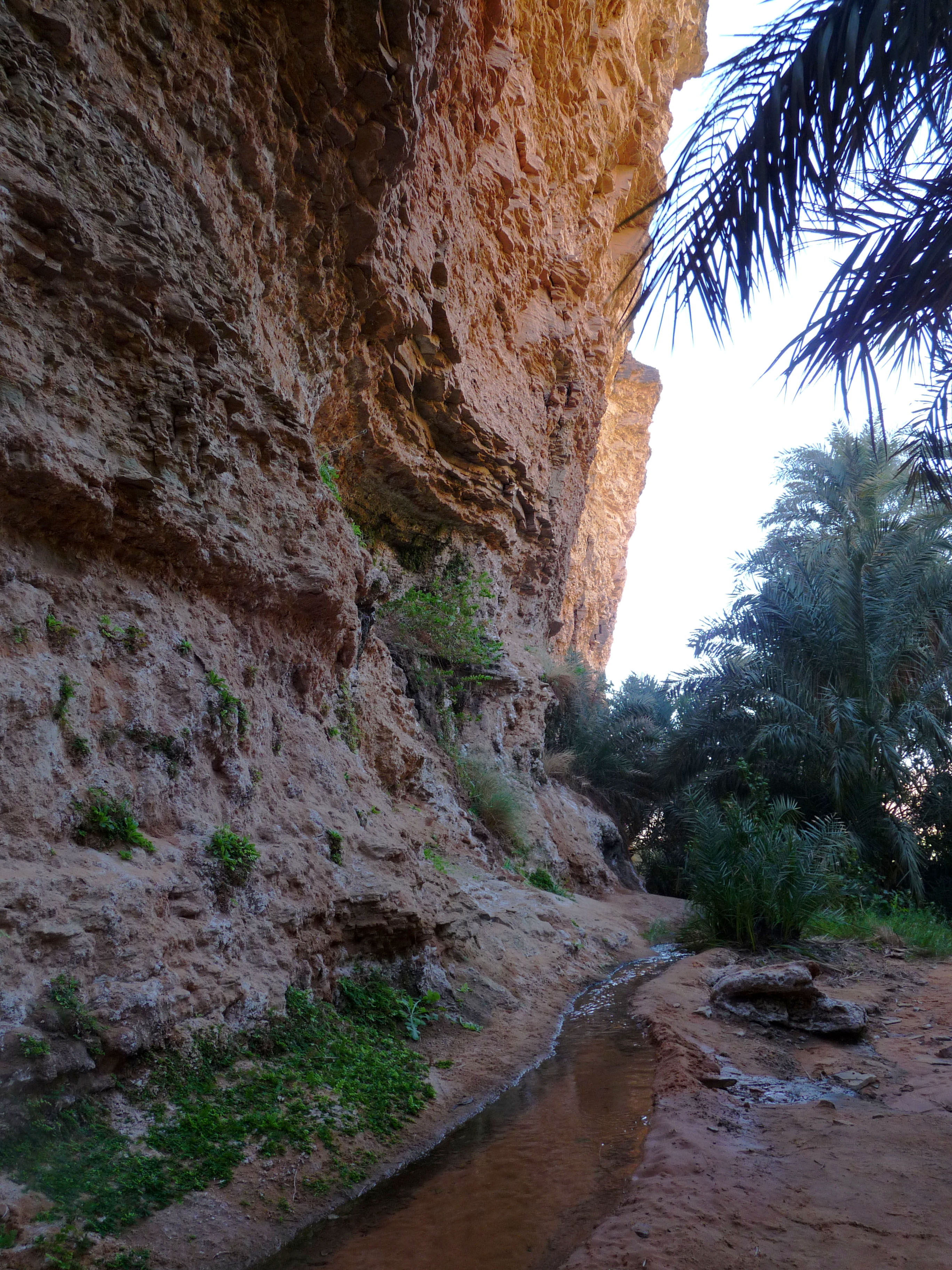
واحة تيرجيت، بلدية المعدن مقاطعة أوجفت